# Cinsa (España)
Cinsa es una aldea española situada en la parroquia de Baamorto, del municipio de Monforte de Lemos, en la provincia de Lugo, Galicia.

## Localización
Se encuentra a una altitud de 319 metros sobre el nivel del mar, junto al río Barrantes.

## Demografía
| Gráfica de evolución demográfica de Cinsa entre 2000 y 2020 |
|                                                             |
| Datos según el nomenclátor publicado por el INE.            |